# 亚历山大·冯·米登多夫

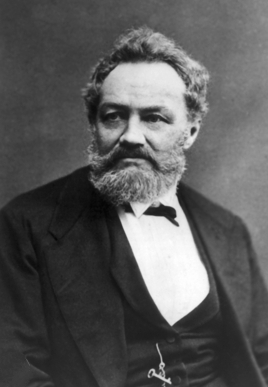
亚历山大·冯·米登多夫

亚历山大·特奥多尔·冯·米登多夫（德語：Alexander Theodor von Middendorff，1815年8月18日—1894年1月24日），俄罗斯动物学家、探险家。波罗的海德意志人。
米登多夫的父亲特奥多尔·约翰·冯·米登多夫（Theodor Johann von Middendorff）出生在今日爱沙尼亚的莱内县。母亲则Sophia Johanson是爱沙尼亚农民的女儿，曾经被父母送往圣彼得堡学习。两人在圣彼得堡相遇并相爱，生下了女儿安妮特（Anette）和儿子亚历山大，但由于社会阶级不同而无法结婚。亚历山大直到出生六个月后才接受洗礼，后来被母亲回爱沙尼亚以躲避公众的注意。
米登多夫在列巴尔（今爱沙尼亚塔林）接受初级教育，后进入圣彼得堡的文理中学学习。1832年在塔尔图大学获得医学学位，1837年毕业。后前往柏林洪堡大学、埃尔朗根-纽伦堡大学、维也纳大学、弗罗茨瓦夫大学继续深入学习。1839年在卡尔·恩斯特·冯·贝尔的帮助下取得基辅大学动物学副教授职位。
1840年，贝尔邀请米登多夫参加自己第二次前往新地岛的探查（第一次于1837年）。由于风暴的原因，此次探险未能到达新地岛，但他们却探查了俄罗斯与挪威的萨米，以及巴伦支海和白海。米登多夫负责徒步穿越科拉半岛，并在收集动物和植物材料的同时绘制自科拉半岛至坎达拉克沙的地图。
1843年至1845年，代表圣彼得堡科学学院（今俄罗斯科学院）前往泰梅尔半岛，沿鄂霍次克海的海岸前进，进入阿穆尔河低地河谷（当时是中国清朝的领土）。他以德语出版了《极北及东西伯利亚旅行》（Reise in den äußersten Norden und Osten Sibiriens）一书（1848-1875），描述了当地永久冻土对动植物的覆盖的影响。
1870年，访问巴拉巴草原，1878年，访问费尔干纳盆地。
泰梅尔半岛的米登多夫湾以他的名字命名。